# Коунсвілл (Огайо)
Коунсвілл (англ. Conesville) — селище (англ. village) в США, в окрузі Кошоктон штату Огайо. Населення — 328 осіб (2020).

## Географія
Коунсвілл розташований за координатами 40°11′6″ пн. ш. 81°53′30″ зх. д. / 40.18500° пн. ш. 81.89167° зх. д. (40.184997, -81.891788).  За даними Бюро перепису населення США в 2010 році селище мало площу 0,41 км², уся площа — суходіл.

## Демографія
Згідно з переписом 2010 року, у селищі мешкало 347 осіб у 134 домогосподарствах у складі 98 родин. Густота населення становила 838 осіб/км².  Було 146 помешкань (352/км²).
Расовий склад населення:
| - 100,0 % — білих |

До двох чи більше рас належало 0,0 %. Частка іспаномовних становила 0,0 % від усіх жителів.
За віковим діапазоном населення розподілялося таким чином: 25,6 % — особи молодші 18 років, 56,5 % — особи у віці 18—64 років, 17,9 % — особи у віці 65 років та старші. Медіана віку мешканця становила 37,5 року. На 100 осіб жіночої статі у селищі припадало 87,6 чоловіків;  на 100 жінок у віці від 18 років та старших — 84,3 чоловіків також старших 18 років.
Середній дохід на одне домашнє господарство  становив 50 207 доларів США (медіана — 47 917), а середній дохід на одну сім'ю — 57 852 долари (медіана — 56 875). За межею бідності перебувало 14,2 % осіб, у тому числі 27,4 % дітей у віці до 18 років та 3,7 % осіб у віці 65 років та старших.
Цивільне працевлаштоване населення становило 158 осіб. Основні галузі зайнятості: виробництво — 29,7 %, роздрібна торгівля — 13,9 %, освіта, охорона здоров'я та соціальна допомога — 12,0 %, науковці, спеціалісти, менеджери — 11,4 %.